# 方金哲
方金哲（1981年11月11日—），是一名朝鲜举重运动员，身高1.60米。2010年，在广州亚运会中以348千克夺得男子77公斤级举重冠军。